# Westerngitaar

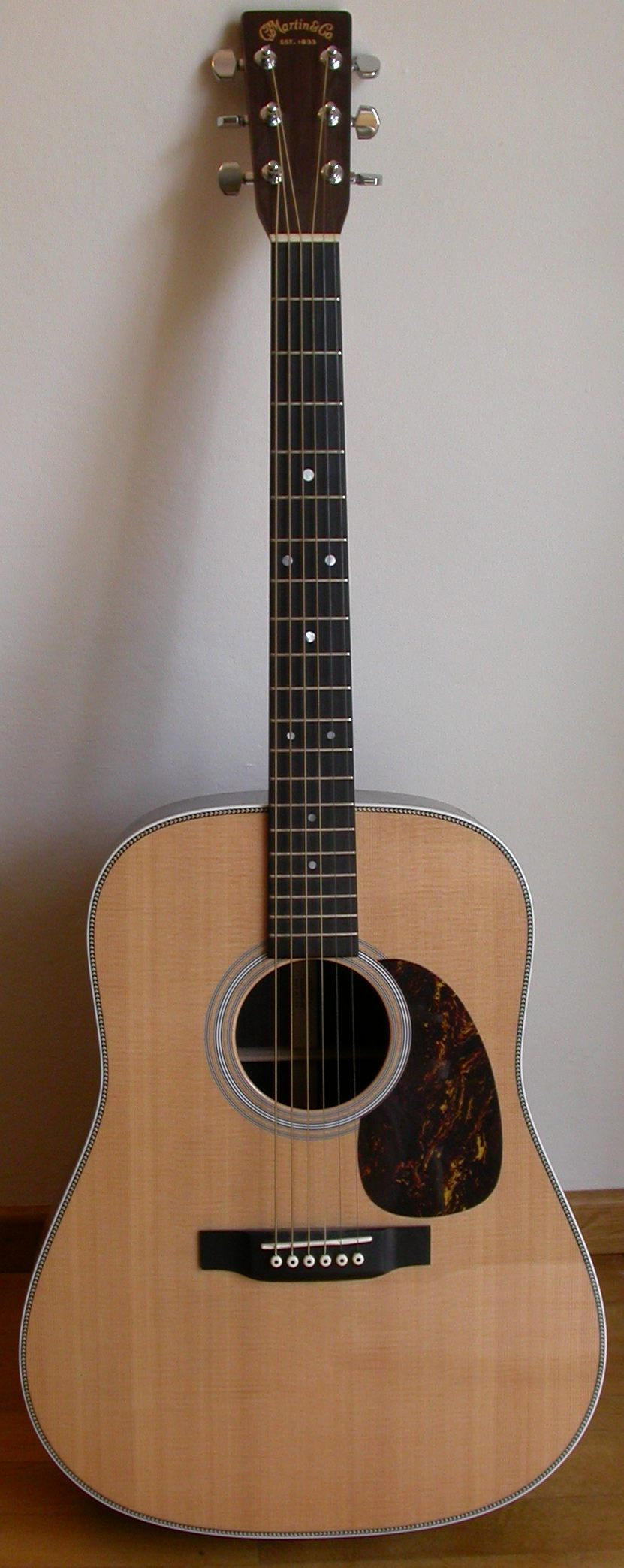
Een Martin HD28 dreadnought

De westerngitaar of steelstringgitaar is een akoestische gitaar met een vlak bovenblad en stalen snaren, niet te verwarren met de lap-steelgitaar. Evenals de Spaanse gitaar heeft de steelstringgitaar zes snaren. Een andere veel gebruikte benaming is flattopgitaar. Als het instrument aangeduid wordt met akoestische gitaar wordt dat meestal bedoeld in tegenstelling tot de elektrische gitaar.

## Eigenschappen
De westerngitaar heeft doorgaans een vlak bovenblad (in de V.S. wordt zij ook wel flattop genoemd). Als het bovenblad gewelfd is, is dat meestal ook bij het achterblad het geval en spreekt men niet van een westerngitaar maar van een archtop of jazz-gitaar. Deze archtopgitaren worden meestal elektrisch versterkt, omdat het akoestische geluid vanwege de dikte van het gebruikte materiaal kwalitatief minder is.
Bij de meeste westerngitaren is sinds de jaren 1920 de neck joint, de plaats waar de hals in de klankkast overgaat gepositioneerd ter hoogte van de veertiende fret. Voor die tijd was het gebruikelijk dat de neck joint net als bij klassieke gitaren ter hoogte van de twaalfde fret zat. Tegenwoordig bouwen enkele fabrikanten weer gitaren met de neck joint bij de twaalfde fret. Doordat de brug bij die instrumenten meer gecentreerd tussen het klankgat en de onderkant van de klankkast zit en verder van de zangbalken (X-frame) is gepositioneerd klinken deze beduidend anders.

### Materialen
Het voorblad is bij het merendeel van de westerngitaren van vurenhout gemaakt. Sitkaspar ((en)  Sitka spruce) is het populairst, maar ook Zilverspar ((en)  Engelmann spruce) komt veel voor. Mahonie ((en)  mahogany) en ceder ((en)  cedar) worden ook gebruikt. Iedere van deze toonhout soorten heeft zijn eigen klankeigenschappen.
De achter- en zijkanten van steelstrings van hoge kwaliteit, zijn vaak uit Oost-Indisch of Braziliaans palissander ((en)  rosewood) vervaardigd, soms van esdoorn ((en)  maple). Minder duur wordt het als de gitaarbouwer kiest voor mahonie of nyatoh ((en)  nato); de kwaliteit van de gitaar kan dan nog goed zijn. De achterkanten kunnen twee- of driedelig zijn en zelfs vervaardigd zijn van synthetische materialen (zie Ovation). Ook de manier waarop de klankkast verstevigd wordt speelt een rol bij het geluid dat de gitaar voortbrengt. Het standaard X-frame in de klankkast kan bijvoorbeeld voorzien zijn van iets dunnere latjes. Dit versterkt de trillingen van het bovenblad en is met name gunstig voor de weergave van de lage tonen. Bij goedkopere modellen zijn zij-en-achterkant vaak van gelaagd hout (triplex) gemaakt. Dit scheurt minder snel en is onder meer daardoor goedkoper te bewerken maar heeft meestal een minder gebalanceerde resonantie tot gevolg. In de goedkoopste klasse is het voorblad ook van gelaagd hout. Toch kan goed gelaagd hout beter klinken dan slecht massief hout. In de jaren 70 waren een aantal Japanse gitaarfabrikanten waaronder Yamaha en Ibanez meesters in het vervaardigen van betrekkelijk goede betaalbare gitaren van gelaagd hout. De manier waarop zij triplex maakten was door de middenlaag dikker te maken waardoor deze het belangrijkst was voor de resonantie-eigenschappen terwijl de twee buitenste lagen zeer dun zijn en van minder invloed op de klank waren. Hierdoor komen de klankeigenschappen dichter bij die van massief hout. Bij goedkoop triplex zijn alle lagen even dik.
De brug en de toets zijn meestal van pallisander of ebben gemaakt en meestal zijn brug en toets uit dezelfde houtsoort vervaardigd. Door importbeperkingen op palissander wordt in de tweede helft van de jaren 2010 ovangkol als alternatief voor goedkope en middenklasse instrumenten gebruikelijk. Traditioneel werden brugzadels en topkammen van been of ivoor gemaakt. Op goedkope gitaren vindt men tegenwoordig topkammen en zadels van nylon of andere harde kunststoffen. De akoestische kwaliteit van dat materiaal is meestal niet zo goed. Betere kammen en zadels zijn zowel van gebleekt als ongebleekt been te krijgen, en het been kan afkomstig zijn van verschillende dieren waaronder runderen, bizons en kamelen. Het verschil tussen gebleekt en ongebleekt been is niet alleen esthetisch; een getraind oor kan een subtiel verschil in klank waarnemen. Dit verschil ontstaat doordat gebleekt been is ontvet door de bleekmiddelen. Fossiel walrus-ivoor is duurder en zeldzamer, maar ook beschikbaar. Daarnaast zijn er materialen als NuBone en Tusq. Dit zijn kunststoffen die zijn ontworpen om de akoestische eigenschappen van been en ivoor na te bootsen. Weinig gebruikt maar ook beschikbaar zijn zadels en topkammen van messing. Ieder materiaal heeft zijn eigen klankeigenschappen en met name het materiaal van het brugzadel heeft invloed op de klank. Een gitarist kan door het vervangen van het brugzadel de klank van zijn instrument enigszins aanpassen. Ook de brugpinnen waarmee de snaren worden vastgezet waren traditioneel van been of ivoor. Tegenwoordig zijn ze meestal van kunststof hoewel er voor liefhebbers ook benen en messing brugpinnen bestaan. Ook dat materiaal heeft invloed op het klankkarakter van het instrument.
Frets zijn normaliter van nikkel. Maar wie een fellere klank wil kan voor roestvrijstaal kiezen. Dit hardere materiaal is ook slijtvaster dan nikkel.
Er zijn twee typen snaren populair voor westerngitaren; fosfor-brons en 80/20. Het verschil zit hem in de samenstelling van de omwikkeling van de lagere snaren. Ze zijn in verschillende diktes en van veel verschillende merken te verkrijgen. 80/20 was lange tijd de standaard en benadrukt stevige lage tonen en iets scherpere hoge tonen. Fosfor-brons werd pas in de loop van de jaren 1970 geïntroduceerd maar raakte snel populair door de iets vollere middentonen.

### Soorten

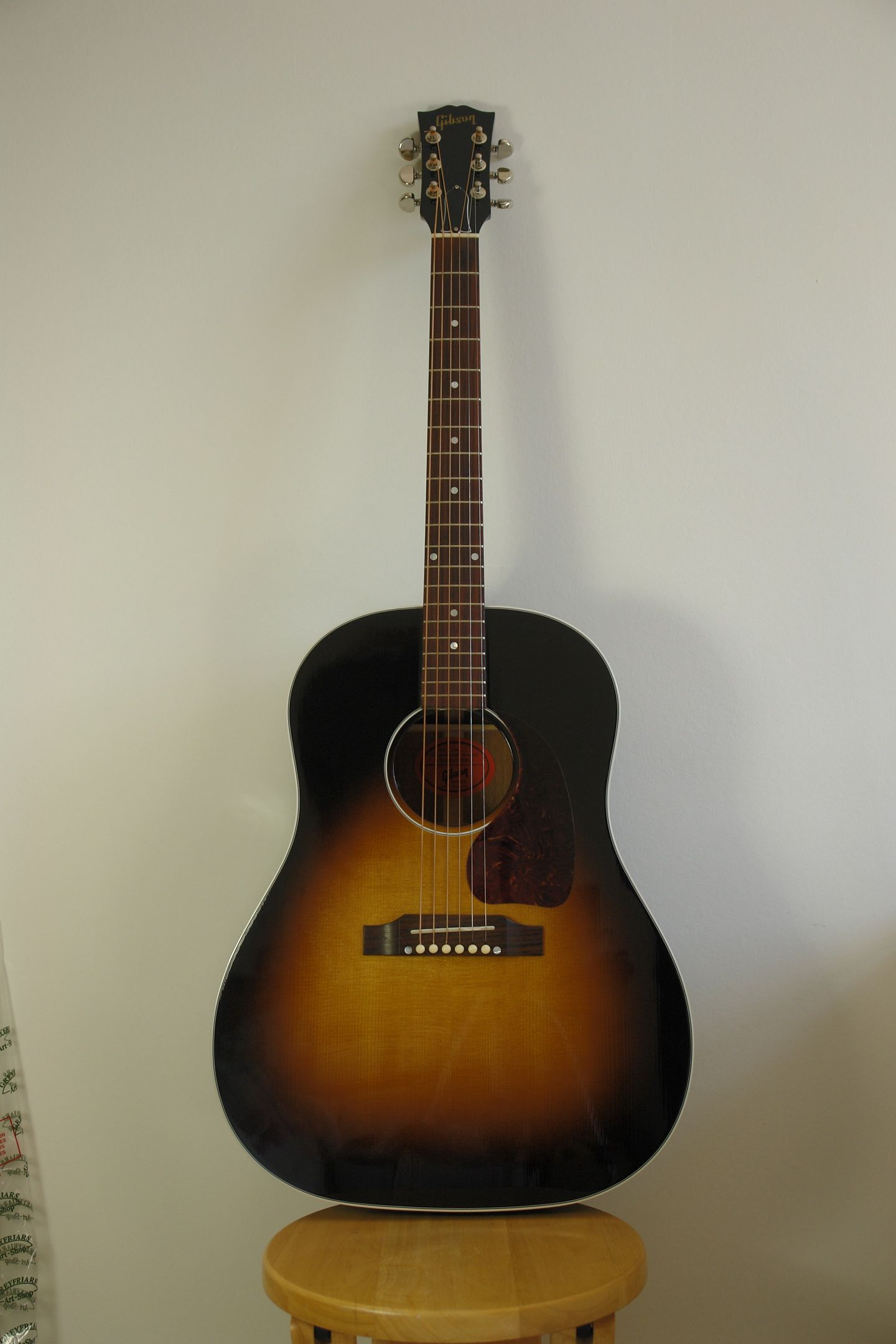
Gibson J-45 slope shoulder Dreadnought

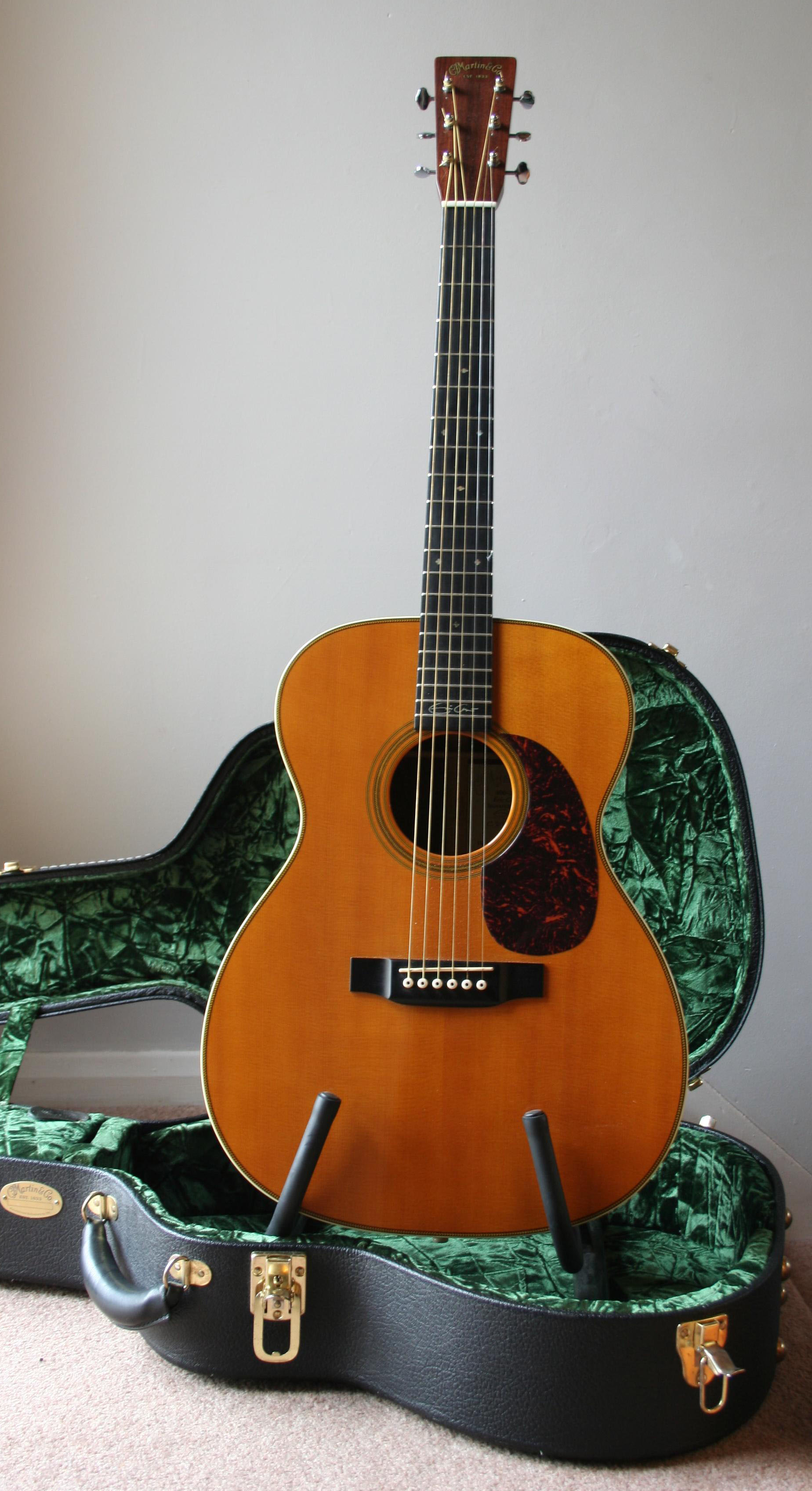
Een Martin 000-28EC

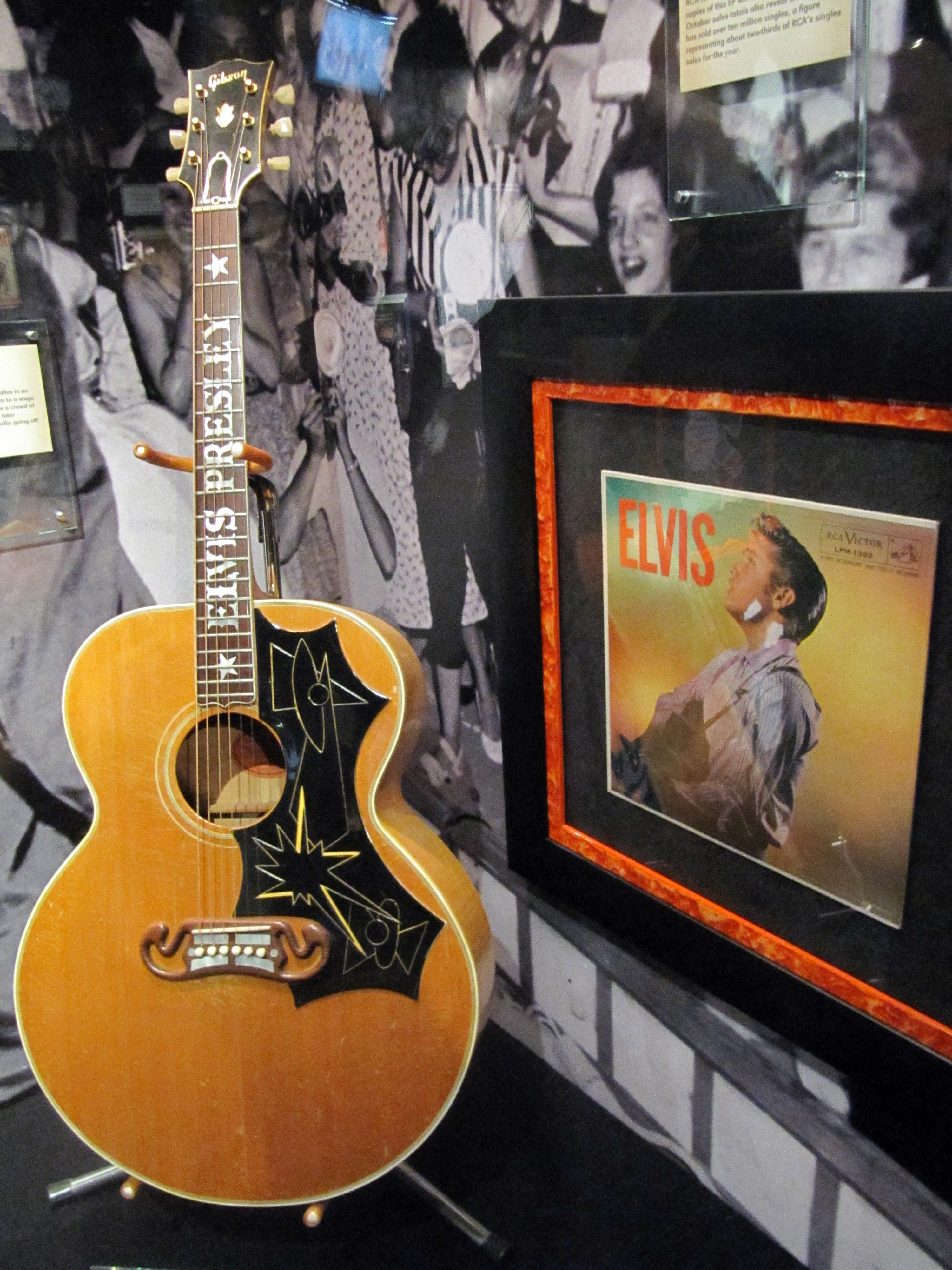
De Gibson J-200 Jumbo van Elvis Presley

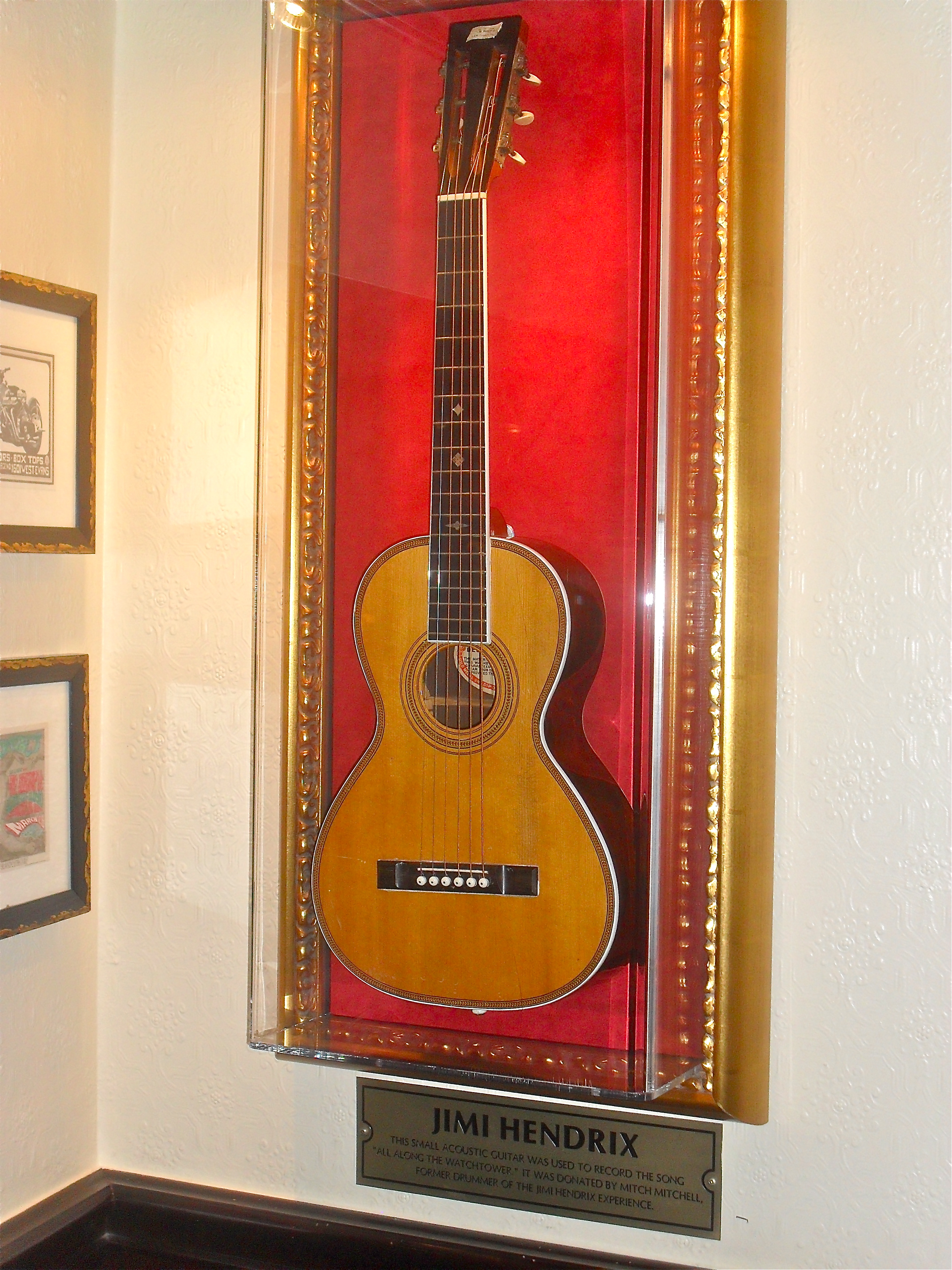
Een Parlour-gitaar die ooit door Jimi Hendrix werd gebruikt.

Steelstringgitaren zijn er in vele vormen en maten. Anders dan bij de klassieke gitaar, waar de vormgeving meestal zeer traditioneel is, is het in de wereld van de steelstringgitaar zeer gebruikelijk te experimenteren met materialen, vormen en constructies. Dit zorgt voor een grote verscheidenheid aan instrumenten, waardoor de beginner door de bomen het bos vaak niet meer ziet. Een steelstringgitaar met twaalf snaren staat bekend als 12-snarige gitaar. Alle snaren zijn dubbel uitgevoerd, waarbij vier van de zes standaardsnaren er een snaar naast krijgen die een octaaf hoger klinkt. De twee hoogste (dunste) snaren krijgen er een snaar bij die identiek is. Dit alles veroorzaakt een voller en rijker geluid.
Een enkele keer worden steelstringgitaren met bijvoorbeeld zeven (of een ander afwijkend aantal) snaren gemaakt. 
De belangrijkste basismodellen zijn: 
- Dreadnought, origineel door Martin ontwikkeld. Gitaren met vrij hoekige schouders en weinig taille en de neck-joint (overgang hals in klankkast) ter hoogte van de veertiende fret. Naast de Martin D-modellen zijn ook de Gibson J-45 en de Gibson Hummingbird bekende Dreadnoughts. De J-45 met zijn rondere schouders werd van oorsprong overigens door Gibson als de kleinste Jumbo gezien (blijkt ook uit de "J" in het typenummer) maar wordt tegenwoordig als een slope shoulder dreadnought omschreven. Deze gitaren zijn geliefd omdat ze ook zeer stevig slaggitaarwerk, zoals onder meer in bluegrass toegepast, over het algemeen goed kunnen verwerken.
- 000 (triple-O naar de drie nullen aan het begin van de type nummers die Martin voor deze gitaren gebruikt ook wel grand auditorium genoemd) en OM-modellen (orchestra model) ontwikkeld door Martin met een diepere taille dan de dreadnought waardoor de body iets kleiner is. De OM modellen hebben een iets langere mensuur dan de 000-modellen waardoor de snaarspanning hoger is en er meer volume met meer sustain wordt geproduceerd. Dit gaat wel enigszins ten koste van de soepele bespeelbaarheid waar de 000 weer bekend om staat. Dit soort gitaren staat bekend als zeer geschikt voor fingerpicking en plectrumpicking door het in de klank sterk aanwezige mid-hoog.
- Jumbo. Zowel Martin als Gibson hebben een gitaar ontwikkeld die Jumbo werd genoemd. De extra diepe 0000 van Martin en de J-200 van Gibson. Die van Gibson is de bekendste en is een grote gitaar met ronde vormen en een diepe taille. De Martin 0000 (Quad-O zoals de M36) is eigenlijk een verbrede versie van de 000-kast. De body van een Martin Jumbo heeft daar bovenop nog eens de diepte van een dreadnought. Over het algemeen wordt de term Jumbo aan de Gibson J-200 gekoppeld. Op de J-200 gebaseerde maar iets kleiner uitgevoerde gitaren met dezelfde ronde vormen worden wel Medium-Jumbo of Auditorium-gitaren genoemd. Bekende voorbeelden hiervan zijn de Gibson J-185 en de Yamaha Compass-lijn. De term Auditorium-gitaar is overigens ook in gebruik voor OM-stijl gitaren. Deze gitaren hebben een brede klank met zowel veel diepte als sprankel in het hoog.
- Parlour-gitaar (ook wel Parlor). Dit zijn kleinere staalsnaargitaren met hun roots in de negentiende eeuw. Ze hebben vaak vormen die sterk doen denken aan klassieke gitaren uit die tijd maar zijn aangepast om de spanning van stalen snaren aan te kunnen. Sommige parlor gitaren hebben een staartstuk waaraan de snaren worden bevestigd. Anderen hebben de voor westerngitaren gebruikelijker brug met brugpinnen. Vaak is de neck-joint ter hoogte van de twaalfde fret gepositioneerd. Ook worden sommige parlourgitaren met een open kop en achterwaartse stemknoppen uitgevoerd wat voor staalsnarige gitaren verder ongebruikelijk is. Onder meer de Martin 0- en 00-series zijn bekende lijnen parlourgitaren.

## Uitversterking

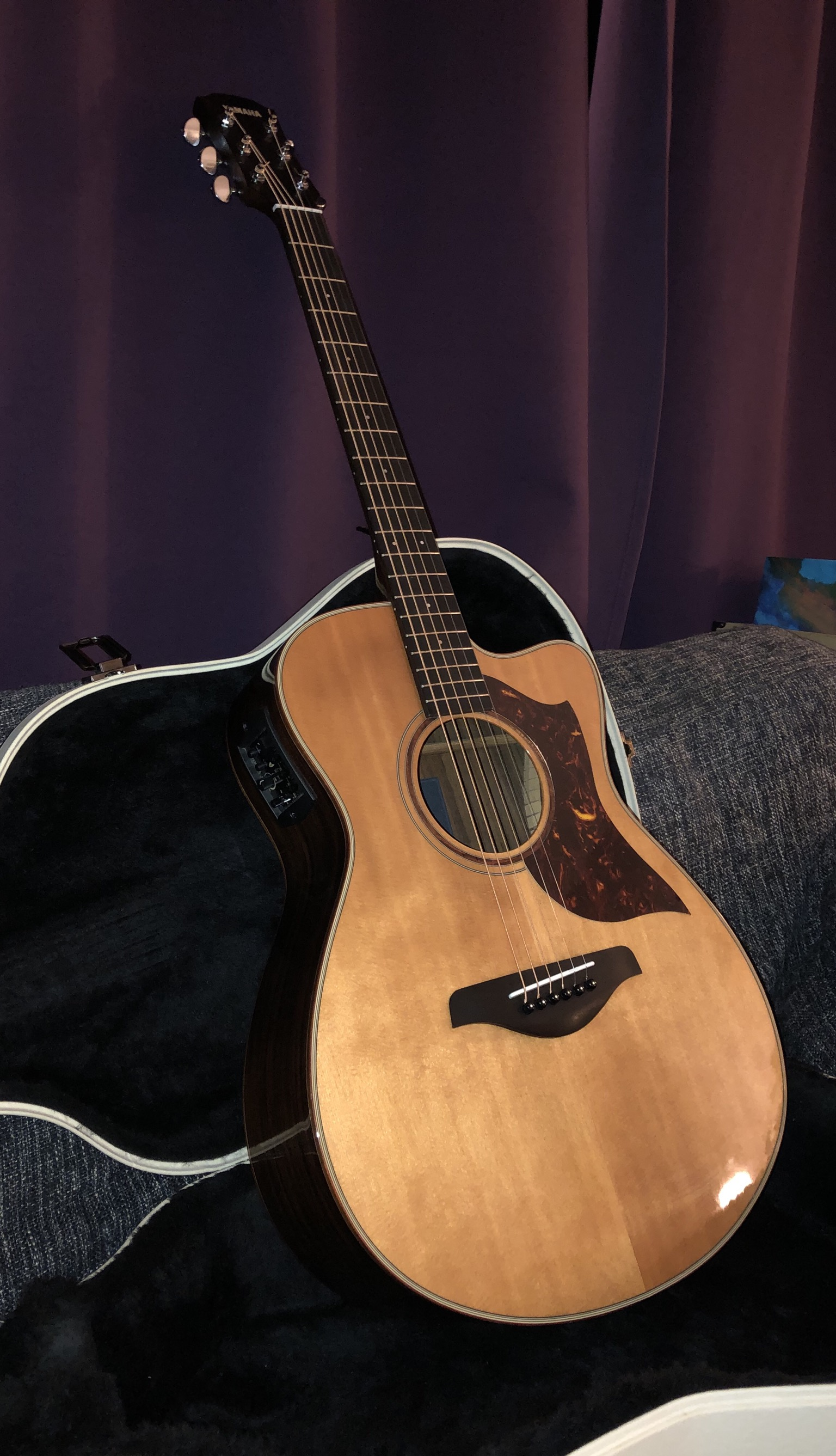
Een Yamaha AC3R elektro-akoestisch orchestra model met positieholte en een in de zijkant ingebouwde voorversterker

De simpelste manier om een westerngitaar uit te versterken is door er een of meerdere microfoons voor te plaatsen. Nadeel daarvan is dat de gitarist weinig bewegingsruimte heeft en microfoons gevoelig kunnen zijn voor rondzingen. In de jaren 60 werden er ook wel magnetische elementen op westerngitaren aangebracht. Bijvoorbeeld op de Gibson J-160E die John Lennon veel bespeelde. Nadeel hiervan is dat het signaal van die elementen veel meer op dat van een elektrische gitaar lijkt en de massa van een magnetisch element de resonantie van het bovenblad enigszins dempt en zodoende ten koste gaat van de akoestische kwaliteit van het instrument.
Een andere oplossing is een piëzo-element. Dat is in of onder de brug geplaatste en geeft een signaal wat meer op dat van een akoestische gitaar lijkt. Het klinkt meestal wel een stuk dunner, rauwer en directer omdat het niet de trillingen van de hele klankkast oppakt.
Sinds Ovation eind jaren 70 zijn eerste met piëzo-element uitgeruste gitaren op de markt bracht worden er door alle belangrijke merken ook western gitaren met een piëzo-element in of onder de brug geproduceerd. Soms worden er ook nog extra piëzo-elementen op andere plaatsen onder het voorblad geplaatst om zodoende meer warmte in de klank te krijgen. Op veel van deze zogeheten elektro-akoestische gitaren is een positieholte (ook wel cutaway) gemaakt waardoor de hogere posities op het instrument beter bereikbaar zijn voor de gitarist. Doordat de klankkast daardoor kleiner en minder symmetrisch is grijpt dit wel in op de akoestische eigenschappen van het instrument. De term elektro-akoestische gitaar slaat overigens niet alleen op versterkbare westerngitaren maar ook op andere typen akoestische gitaren met een piëzo-element. Ook wordt vaak foutief de term semiakoestische gitaar voor deze gitaren gebezigd maar die term slaat eigenlijk op een ander type gitaren.
Om de hoog-mid-laag-balans in het signaal te kunnen aanpassen werden er al snel actieve voorversterkers met een equalizer aan boord in de gitaren geplaatst. Sinds eind jaren 90 wordt om versterkte het geluid van elektro-akoestische gitaren warmer te krijgen bij veel duurdere gitaren ook een condentatormicrofoontje in de gitaar geplaatst waarvan het signaal met het piëzosignaal wordt gemengd.
Yamaha kwam in 2010 met de System 63 SRT-voorversterker in hun duurdere elektro-akoestische gitaren. Die zet middels digitale modelingtechniek het piëzosignaal om in een signaal dat klinkt alsof de gitaar met een hi-end studiomicrofoon wordt opgenomen. Daarbij kon uit drie typen microfoons worden gekozen en waren twee microfoonposities beschikbaar. Tegenwoordig kan het signaal ook extern in een pedaaltje worden omgezet in een microfoonachtig signaal door een impuls respons van een gitaar in een IR-loader te laden.
Gitaristen die geen permanent element in hun gitaar willen kunnen ook kiezen voor een klankgatelement. Dat is een magnetisch element dat in het klankgat kan worden geklemd. Door meer inzicht in de techniek van magnetische elementen kan met die techniek tegenwoordig een realistischer klinkend signaal worden opgewekt. Sommige klankgatelementen bevatten ook een microfoontje aan de onderzijde.
Om een westerngitaar (of andere akoestische gitaar) overtuigend weer te geven zijn luidsprekerboxen nodig die het hele spectrum van de akoestische gitaar kunnen weergeven. Dit loopt van ongeveer 100 hertz tot 20.000 hertz. Dat kunnen zaalluidsprekers en podiummonitoren zijn, maar ook gespecialiseerde gitaarversterkers voor akoestische gitaar. Deze versterkers die meestal naast een luidspreker voor mid en laag ook een tweeter bevatten hebben een veel groter bereik dan gitaarversterkers voor elektrische gitaren die meestal geen bereik boven de 5000 hertz hebben. Ook zijn ze meestal een stuk kleiner omdat er kleinere luidsprekers voor gebruikt worden. Er worden over het algemeen weinig effecten op akoestische gitaar gebruikt, maar galm en chorus zijn in de meeste versterkers voor akoestische gitaren wel terug te vinden, evenals een notch-filter waarmee rondzingende frequenties kunnen worden weggefilterd.
De eerder genoemde Gibson J-160E was overigens niet ontworpen om onversterkt ook goed te klinken en week op een aantal punten af van "echte" westerngitaren. Zo zat er geen X-vormig frame onder het bovenblad maar drie parallelle steunbalkjes in de breedterichting zonder een bedoelde akoestische functie. In de loop der tijd zijn er meerdere type gitaren geweest die niet waren bedoeld onversterkt te gebruiken. Zo hebben onder meer de merken Godin en Taylor vrijwel massieve gitaren op de markt die uitversterkt ongeveer als een akoestische westerngitaar klinken. Ook de Line 6 Variax Acoustic is daar een voorbeeld van. Die ging nog verder en kon bij benadering als ieder bekend type akoestische gitaar of zelfs als een banjo, of mandoline klinken dankzij de digitale modelingtechniek in dat instrument.

## Bekende merken
- Martin
- Gibson
- Taylor
- Guild
- Ovation
- Larivee
- Takamine
- Yamaha
- Ibanez
- Seagull
- Norman
- Tanglewood
- Fender
- Blue Ridge
- Ayers
- Sigma
- Harley Benton
- Richwood